# Alexandre (nome)
Alexandre é um nome próprio masculino derivado do galaico-português Alexandre, e este oriundo do latim Alexander (ac. Alexandrum). A etimologia do prenome é remontada ao grego Alexandros (Ἀλέξανδρος), provendo-se de dois verbos gregos: alexein (ἀλέξειν), que significa "defender" ou "proteger", e andros (ἀνδρός), genitivo de aner (ἀνήρ), que significa "homem", ou no sentido mais amplo "humanidade".
O nome é fortemente associado ao macedônio Alexandre, o Grande (256-323 a.C.), filho de Filipe da Macedônia, conquistou em pouco tempo um dos mais extensos impérios da Idade Antiga, que se estendia da Grécia e do Egito até o rio Indo. Ele foi o protótipo e figura ideológica do conquistador da antiguidade.
Alexandre também era o nome de vários santos, como o Papa Alexandre I (século II) ou Alexandre Nevski (século XIII), reverenciados nos países eslavos, e adotado por oito papas; aquele com a reputação mais triste foi o valenciano Alexandre VI (em espanhol: Alejandro Borja, em italiano: Alessandro Borgia), que transformou o seu papado (1492-1503) numa corte de intrigas, traições e escândalos de todos os tipos.
As variantes femininas do nome Alexandre na língua portuguesa são Alexandra e Alexandrina, além da forma patronímica Alexandres, que possui correspondência em espanhol como Alejándrez ou Aleixandre. Em outros idiomas, o nome Alexandre se diversifica em suas respectivas vertentes: Alexander no latim; Alessandro no italiano; Alexander nas línguas inglesa e alemã; Alexandro em basco; Alistair em inglês britânico; Alexandru no romeno; Aleksandar no sérvio e Alejandro no espanhol.

## Origem
O nome Alexandre origina-se do grego: Ἀλέξανδρος (Aléxandros; 'defender os homens' ou 'protetor dos homens'). É um composto do verbo ἀλέξειν (aléxein; 'afastar, evitar, defender') e o substantivo ἀνήρ (anḗr, genitivo: ἀνδρός, andrós; que significa 'homem').
O primeiro registro conhecido do nome foi feito no grego micênico: encontrou-se a versão feminina do nome, Alexandra, escrito em Linear B. Alaksandu, alternativamente chamado de Alakasandu ou Alaksandus, foi um rei de Wilusa que selou um tratado com o rei hitita Muwatalli II por volta de 1280 a.C.; este é geralmente assumido como tendo sido um grego chamado Alexandros.
O nome Alexandros foi um dos epítetos dados à deusa grega Hera e, como tal, é geralmente tomado para significar "aquele que vem para salvar guerreiros". Na Ilíada, o personagem Paris é conhecido também como Alexandre.

## Variações em outros idiomas
| Lingua    | Nome                    | Outras formas                                                                              |
| --------- | ----------------------- | ------------------------------------------------------------------------------------------ |
| Grego     | Ἀλέξανδρος (Aléxandros) | Αλέκος (Alekos)                                                                            |
| Latim     | Alexander               |                                                                                            |
| Francês   | Alexandre               | Alex                                                                                       |
| Espanhol  | Alejandro               | Ale, Álex, Alu, Alito, Andro, Jandro, Jando, Jano, Janro, Lex, Sander, Sandro, Xan, Xander |
| Italiano  | Alessandro              | Ale, Sandro, Sandrino, Alessandrino                                                        |
| Inglês    | Alexander               | Alex, Lex, Sandy, Sander, Xander                                                           |
| Português | Alexandre               | Xandre, Xande, Xandinho, Alê, Alex                                                         |
| Galego    | Alexandre               | Xandre, Xano, Xanolo, Xanucho, Xanducho, Álex                                              |
| Árabe     | اسكندر (Iskandar)       |                                                                                            |
| Albanês   | Aleksandër              | Aleko, Leka, Laka, Lekë, Leks, Leksi, Lisandër, Sandër, Skënder                            |
| Romeno    | Alexandru               |                                                                                            |
| Russo     | Александр (Alexsandr)   | Шура (Šura), Шурик (Šurik), Шурка (Šurka), Шурочка (Šuročka), Саша (Saša)                  |

## Personalidades

### Governantes da antiguidade

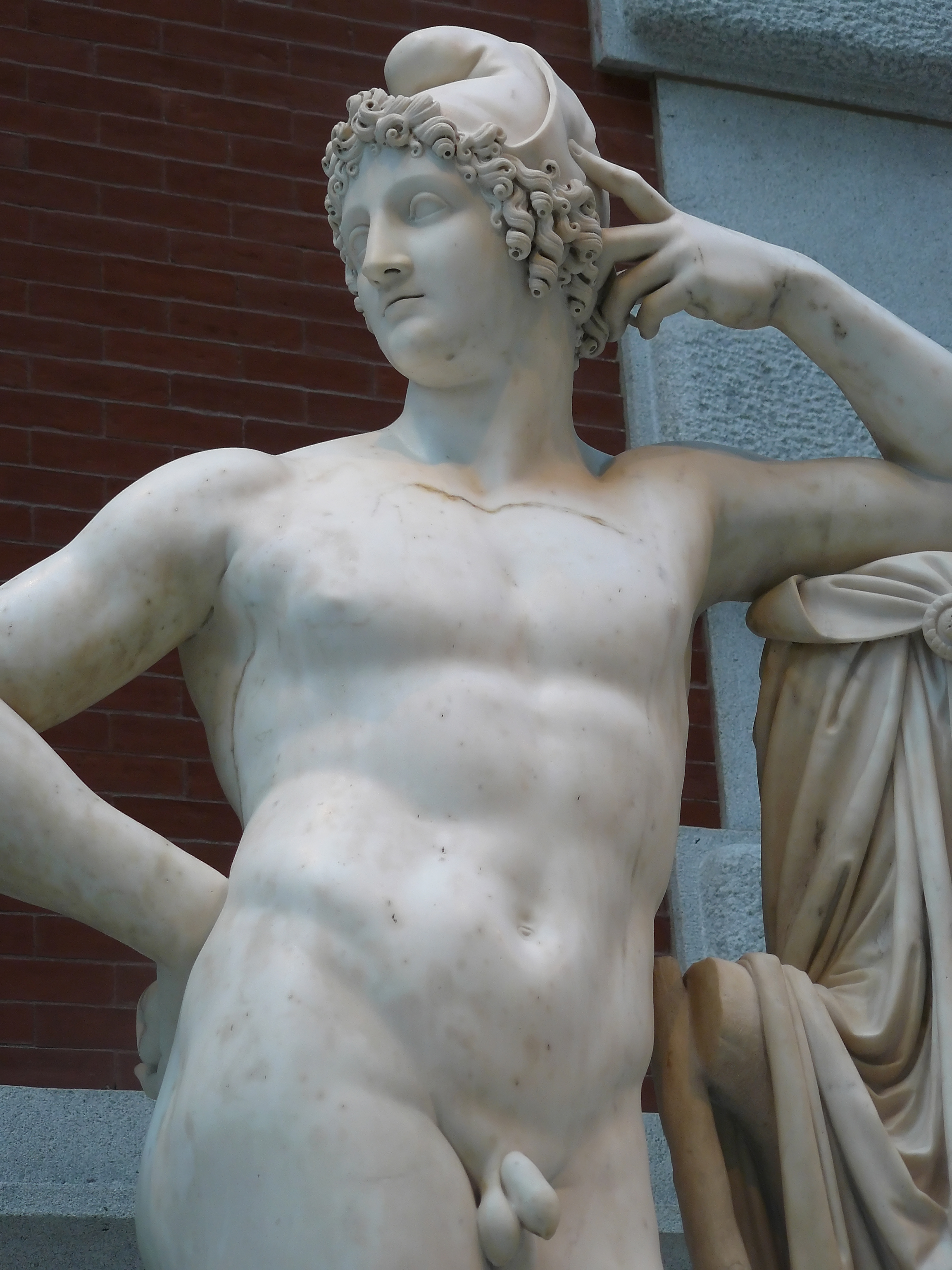
Alexandre Páris de Tróia.

- Alexandre (Alexandros de Ilion), mais conhecido como Paris de Tróia
- Alexandre de Corinto, 10º rei de Corinto (816–791 a.C.)
- Alexandre I da Macedônia
- Alexandre II da Macedônia
- Alexandre III da Macedônia, comumente conhecido como Alexandre, o Grande
- Alexandre IV da Macedônia
- Alexandre V da Macedônia
- Alexandre de Pherae
- Alexandre I do Épiro, rei do Épiro, por volta de 342 a.C.
- Alexandre II do Épiro, rei do Épiro, 272 a.C.
- Alexandre de Corinto, vice-rei de Antígono Gonatas e governante de um estado baseado em Corinto c. 250 a.C.
- Alexandre (sátrapa) (morto em 220 a.C.), sátrapa de Pérsis sob o rei selêucida Antíoco III
- Alexandre Balas, governante do reino selêucida da Síria entre 150 e 146 a.C.
- Alexandre Zabinas, governante de parte do reino selêucida da Síria baseado em Antioquia entre 128 e 123 a.C.
- Alexandre Janeu, rei da Judeia, 103–76 a.C.
- Alexandre da Judéia, filho de Aristóbulo II, rei da Judéia
- Alexandre Severo (208–235), imperador romano
- Júlio Alexandre, viveu no século 2, um nobre emesene
- Domício Alexandre, usurpador romano que se declarou imperador em 308

### Governantes da Idade Média
- Alexandre, imperador bizantino (912–913)
- Alexandre I da Escócia (c. 1078–1124)
- Alexandre II da Escócia (1198–1249)
- Alexandre Nevsky (1220–1263), Príncipe de Novgorod e Grão-Príncipe de Vladimir
- Alexandre III da Escócia (1241–1286)
- Nicolau Alexandre da Valáquia, Voivoda da Valáquia (morto em 1364)
- João Alexandre da Bulgária, czar da Bulgária (início do século 14 – 1371)
- Alexandre Mikhailovich de Tver, Príncipe de Tver como Alexandre I e Grão-Príncipe de Vladimir-Suzdal como Alexandre II (1301–1339)
- Sikandar Khan Ghazi, vizir de Sylhet (a partir de 1303)
- Alexandre (1338 - antes de 1386), príncipe de Podólia (filho de Narymunt)
- Sikandar Shah Miri, mais conhecido como Sikandar Butshikan ("Sikandar, o Iconoclasta"), sexto sultão da dinastia Shah Miri da Caxemira (1353–1413)
- Sikandar Shah, Sultão de Bengala (1358–1390)
- Alexandre II da Geórgia (1483–1510)
- Alexandru I Aldea, governante do principado da Valáquia (1431-1436)
- Eskender, Imperador da Etiópia (1472–1494)
- Alexander Jagiellon (Alexandre da Polônia), Rei da Polônia (1461–1506)
- Nuruddin Sikandar Shah, Sultão de Bengala (1481)
- Alexandru Lăpuşneanu, Voivoda da Moldávia (1499–1568)
- Sikandar Shah de Gujarat, governante do sultanato de Gujarat (morto em 1526)
- Sikandar Shah Suri, dinastia Sur, Xá de Delhi (morto em 1559)
- Alexandru II Mircea, Voivoda ou Príncipe da Valáquia (1529-1577)

### Governantes modernos

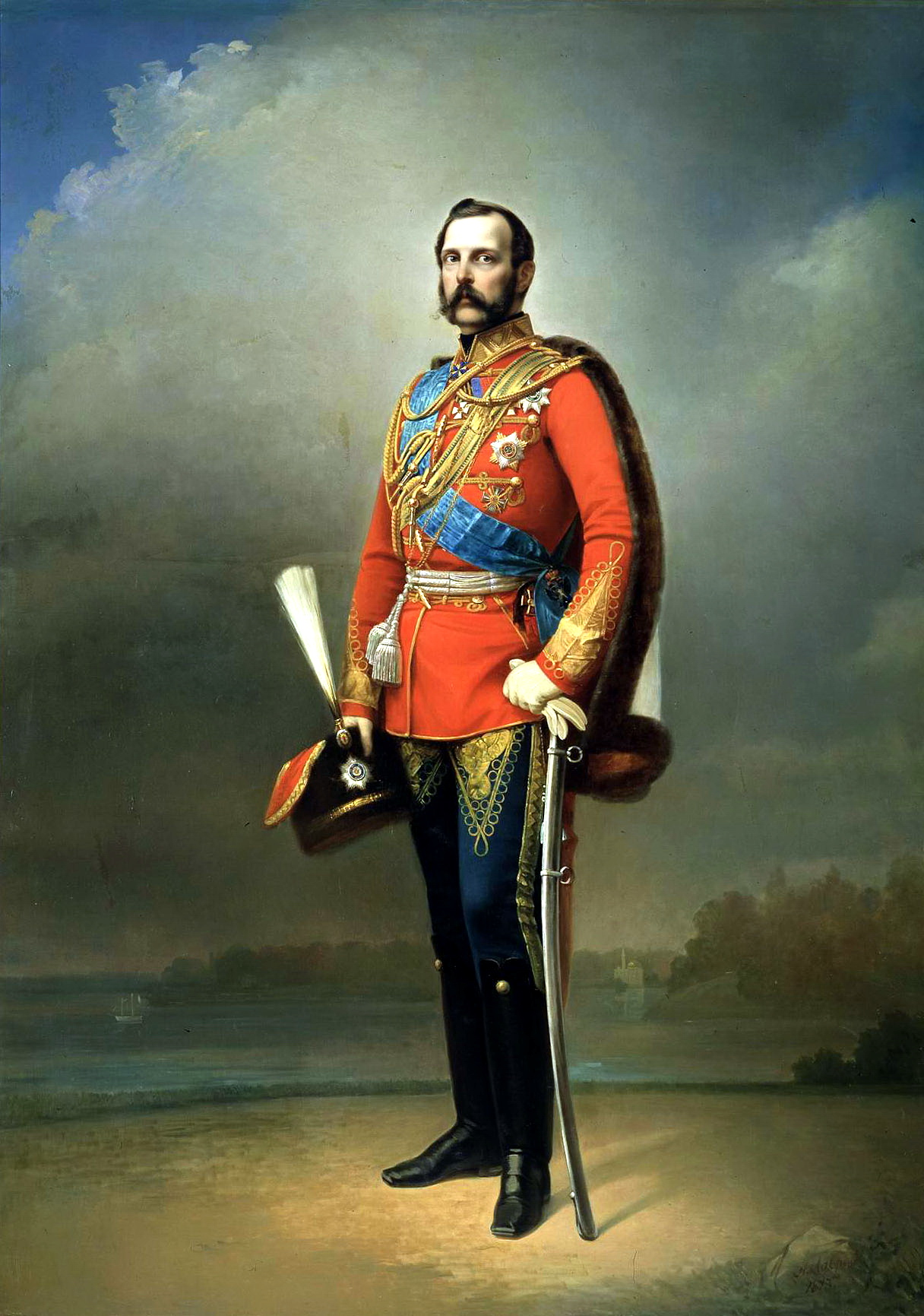
Alexandre II da Rússia, cognominado "O Libertador".

- Alexandre I da Rússia (1777–1825), imperador da Rússia
- Alexandre II da Rússia (1818–1881), imperador da Rússia
- Alexandre III da Rússia (1845–1894), imperador da Rússia
- Alexandre Karađorđević, Príncipe da Sérvia (1842–1858)
- Alexandre da Bulgária (1857–1893), primeiro príncipe da Bulgária moderna
- Alexandre João, primeiro príncipe da Romênia unificada (1859–1866)
- Alexandre I Obrenović da Sérvia (1876–1903), rei da Sérvia
- Alexandre, Príncipe de Lippe (1831–1905), príncipe de Lippe
- Alexandre I da Iugoslávia (1888–1934), primeiro rei da Iugoslávia
- Alexandre, príncipe herdeiro da Iugoslávia (nascido em 1945), chefe da família real iugoslava
- Zog I, também conhecido como Alexandre III (1895–1961), rei dos albaneses
- Alexandre da Grécia (1893–1920), rei da Grécia
- Leka, príncipe herdeiro da Albânia (1939–2011), rei dos albaneses (pretendente ao trono)
- Guilherme Alexandre, Rei dos Países Baixos (nascido em 1967), filho mais velho da Rainha Beatriz e do Príncipe Nicolau

#### Outros nobres
- Alexandre Jônatas, dito Janeu, politico judeu
- Alexandre Hélio, príncipe ptolomaico, um dos filhos de Cleópatra e Marco Antônio
- Alexandre, príncipe da Judeia, filho do supracitado Alexandre e da princesa da Capadócia Glaphyra
- Alexandre (m. 1418), filho do czar búlgaro João Shishman
- Príncipe Alexandre João de Gales (1871), filho de Eduardo VII
- Príncipe Alexandre da Bélgica (1942-2009)

### Líderes religiosos
- Papa Alexandre I (papa 97-105)
- Alexandre de Apameia, bispo de Apameia do século V
- Papa Alexandre II (papa 1058-1061)
- Papa Alexandre III (papa 1159-1181)
- Papa Alexandre IV (papa 1243-1254)
- Papa Alexandre V (c. 1339–1410)
- Papa Alexandre VI (1492-1503), papa romano
- Papa Alexandre VII (1599-1667)
- Papa Alexandre VIII (papa 1689-1691)
- Alexandre de Constantinopla, bispo de Constantinopla (314-337)
- Santo Alexandre de Alexandria, Papa Copta, Patriarca de Alexandria entre 313 e 328
- Papa Alexandre II de Alexandria, papa copta (702-729)
- Alexandre de Lincoln, bispo de Lincoln
- Alexandre de Jerusalém
- Veja também Santo Alexandre, vários santos com este nome

### Outras pessoas

#### Antiguidade
- Alexandre (artistas), o nome de vários artistas da Grécia e Roma antigas
- Alexandre de Lincestis (falecido em 330 a.C.), contemporâneo de Alexandre, o Grande
- Alexandre (filho de Poliperconte) (falecido em 314 a.C.), regente da Macedônia
- Alexandre (general antigônida), comandante de cavalaria do século 3 aC sob Antígono III Doson
- Alexandre de Atenas, poeta cômico ateniense do século 3 aC
- Alexandre Étolo (fl. 280 a.C.), poeta e membro da Plêiade Alexandrina
- Alexandre (filho de Lisímaco) (fl. 284–281 a.C.), membro da realeza macedônia
- Alexandre (neto de Seleuco I Nicator) (fl. 270–240 a.C.), nobre grego da Anatólia
- Alexandre (general etólio), conquistou brevemente Aegira em 220 aC
- Alexandre da Acarnânia (falecido em 191 a.C.), confidente de Antíoco III, o Grande
- Alexandre Ísio (fl. 198–189 a.C.), comandante militar etólio
- Alexander Liquino, poeta e historiador do início do século 1 aC
- Alexander Filaletes, médico do século 1 aC
- Alexandre Polistor, estudioso grego do século 1 aC
- Alexandre de Mindos, escritor grego antigo sobre zoologia e adivinhação
- Alexandre de Egae, filósofo peripatético do século 1 dC
- Alexandre de Cotiaeum, gramático grego do século 2 e tutor de Marco Aurélio
- Alexandre Numênio, retórico grego do século 2
- Alexander Peloplaton, retórico grego do século 2
- Alexandre de Abonoteichus (c. 105–170), líder religioso grego e impostor
- Alexandre de Afrodisias (fl. 200), comentarista e filósofo grego
- Alexandre de Licópolis, autor do século IV de um tratado cristão primitivo contra os maniqueístas
- Alexandre, um membro do Sinédrio do Templo de Jerusalém mencionado em Atos 4:6

#### Idade Média
- Alexandre de Hales, teólogo inglês no século 13

## Filmes
- Alexandre, o Grande - co-produção hispano-estadunidense de 1956.
- Alexandre - produção estadunidense de 2004.